# Голики (Шепетівський район)

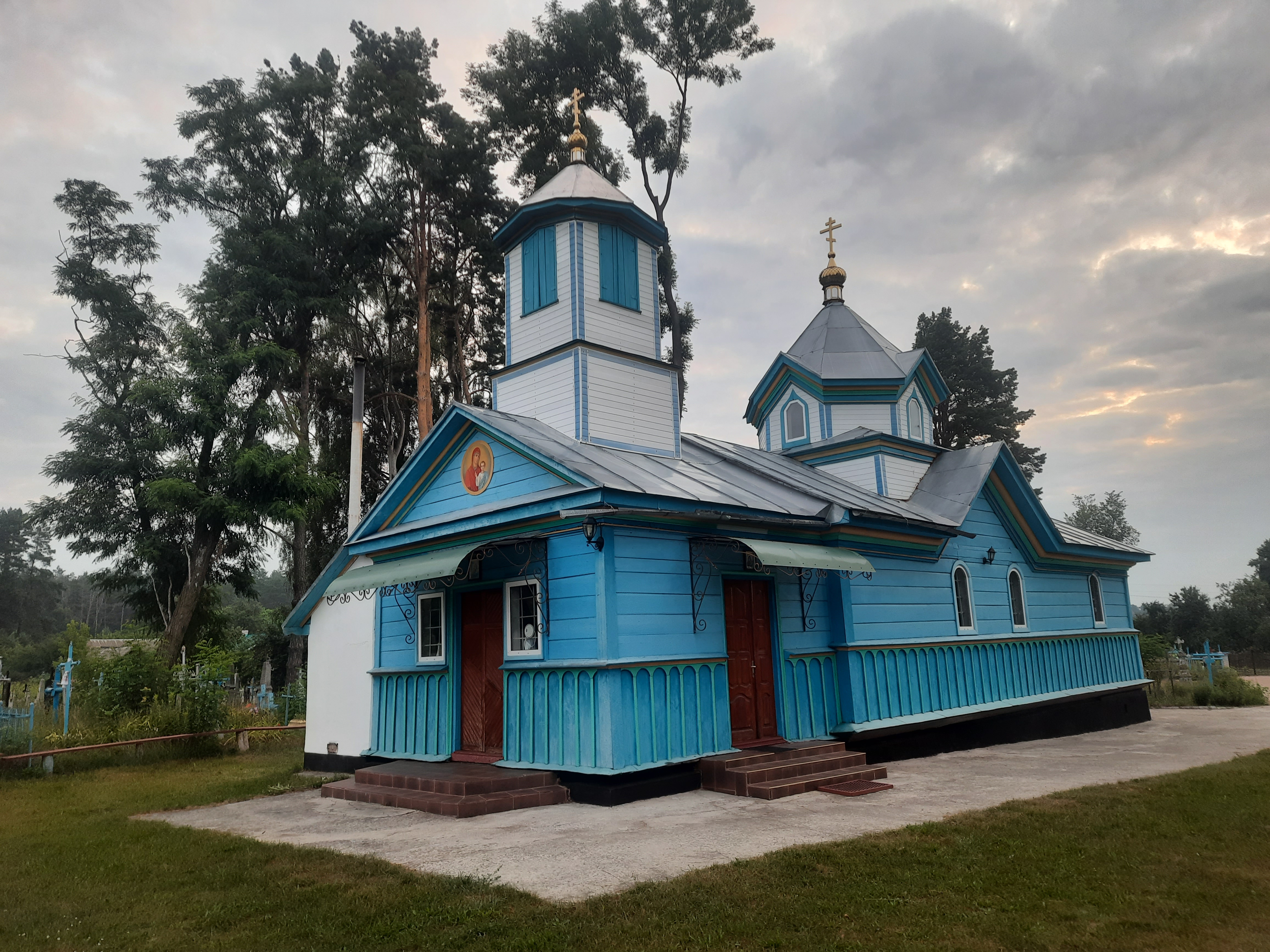
Церква Ікони Казанської Божої Матері

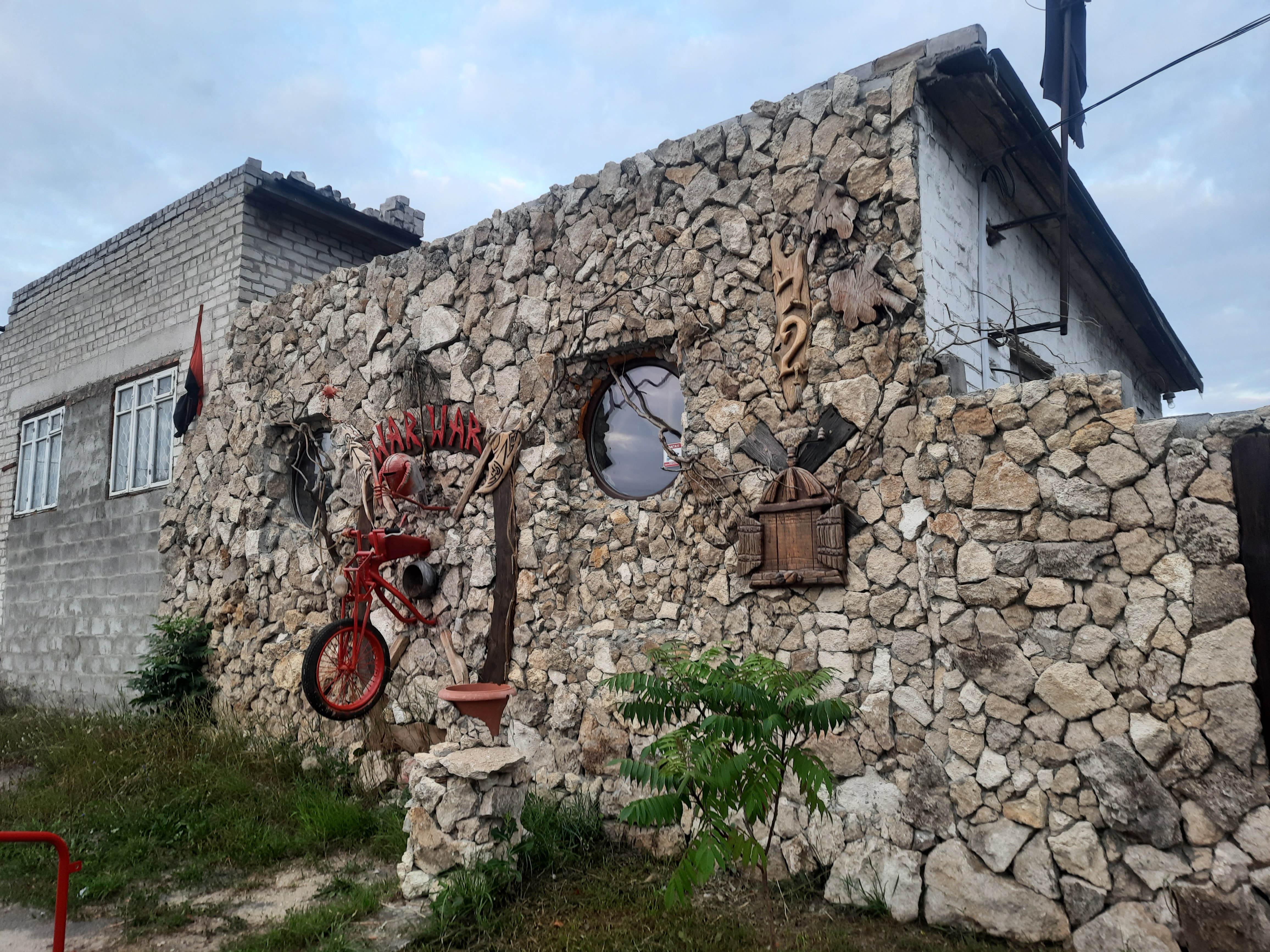
Інсталяція в центрі села

Го́лики — село в Україні, у Славутській міській громаді Шепетівського району Хмельницької області. Населення становить 448 осіб.

## Географія
Село розташоване на річці Горинь, на півдні Славутського району, 9 км від Славути біля автошляху Т 1804.
Неподалік від села за кілька кілометрів у лісі розмістилось найбільше озеро Хмельницької області під назвою «Святе Озеро», а також ботанічний заказник «Теребіжі».

## Історія
1650 року село належало князям Заславським, у 1651—1658 роках спустошене татарами.
У 1850-х роках у Голиках діяв винокурний завод. Власник — поміщик Франковський.
Наприкінці XIX століття в селі 125 будинків, де мешкало 594 особи. До 1914 року село Голики було частиною містечка Славути.
Протягом 1907–1917 років село у складі Заславського ключа Заславського майорату князів Санґушків.
1911 року в Голиках населення збільшилося до 750 осіб, фабрика дерев'яної маси, водяний млин (40000 руб. річного перемолу).
У січні 1944 року, внаслідок диверсійної діяльності та непродуманих безглуздих дій радянських партизанів, село було спалене. Згоріло 107 хат, вціліло лише дві хати, церква і кузня.

## Населення
Згідно з переписом УРСР 1989 року чисельність наявного населення села становила 612 осіб, з яких 269 чоловіків та 343 жінки.
За переписом населення України 2001 року в селі мешкали 442 особи.

### Мова
Розподіл населення за рідною мовою за даними перепису 2001 року:
| Мова       | Відсоток |
| ---------- | -------- |
| українська | 98,88 %  |
| російська  | 0,89 %   |
| інші       | 0,23 %   |

## Символіка
Затверджена 18 вересня 2015 року рішенням № 6 L сесії сільської ради VI скликання.

### Герб
На золотому щиті з лазуровою хвилястою базою червоні горщики-близнята з візерунком у вигляді дубових листків. Зелена глава відділена соснопагоноподібно. Щит вписаний у декоративний картуш і увінчаний золотою сільською короною. Унизу картуша напис «ГОЛИКИ».
Червоні горщики-близнята — символ гончарного промислу, яким славиться село; візерунок з дубового листя і сосновопагоноподібна глава — символ густих соснових лісів, серед яких розташовується село, і старого дуба на околиці Голиків. Хвиляста база — символ річки Горинь. Корона означає статус населеного пункту.

### Прапор
Квадратне полотнище складається з трьох горизонтальних смуг — зеленої, жовтої і синьої у співвідношенні 1:5:1, зелена і жовта розділені соснопагоноподібно, жовта і синя — хвилясто. На жовтій смузі червоні горщики-близнята з візерунком у вигляді дубових листків.

## Мовний склад населення
Згідно з переписом населення 2001 року українську мову назвали рідною 98,9 % мешканців села.

## Відомі люди
- Гончарук Микола Павлович (1984—2015) — боєць 17-го окремого мотопіхотного батальйону, загинув при виконанні бойових обов'язків, під час війни на сході України, під Горлівкою[7]
- Погорільчук Віталій Сергійович (1999—2022) — старший солдат Збройних сил України, учасник російсько-української війни.

## Цікаві факти
На гербі села зображені червоні горщики-близнята. Вони стали символом гончарного промислу, яким славиться місцевість. Завдяки тому, що там є поклади глини й велика кількість мешканців займалася гончарством, пів села мали прізвище Гончарук.